# Rupert Neudeck
Pour les articles homonymes, voir Neudeck.
Rupert Neudeck (en allemand : [ˈnɔʏdɛk], né le 14 mai 1939 à Dantzig (ville libre de Dantzig) et mort le 31 mai 2016 à Siegburg, dans le district de Cologne (Allemagne),, est un journaliste allemand connu pour son travail humanitaire, notamment auprès des réfugiés.
Au début de 1979, avec son épouse Christel et un groupe d'amis, ils formèrent le comité "Un bateau pour le Vietnam", s'inspirant de la campagne humanitaire menée en France par Bernard Kouchner avec le cargo médicalisé "L'île de lumière" et chargèrent le cargo commercial Cap Anamur pour une mission de sauvetage en Asie du Sud-Est, qui a finalement sauvé plus de 10 000 boat people.
Il commence sa carrière en tant que correspondant à la Deutschlandfunk, un radiodiffuseur public allemand. Plus tard, il s'est concentré sur l'assistance aux personnes fuyant les conflits. Il est connu pour son rôle dans l'assistance à des milliers de réfugiés vietnamiens à la fin des années 1970. Neudeck a reçu de nombreux prix, dont la médaille Theodor Heuss, le prix Bruno Kreisky pour les services rendus aux droits de l'homme, le prix Erich Kaestner et le prix Walter Dirks.

## Biographie

### Petite enfance et éducation
Rupert Neudeck naît à Dantzig, alors ville libre de Dantzig (aujourd'hui Gdańsk, en Pologne), et vit à Dantzig-Langfuhr (aujourd'hui Wrzeszcz) jusqu'en 1945. Au cours des derniers mois de la Seconde Guerre mondiale, lorsqu'un grand nombre de civils allemands sont  évacués, sa famille reçoit des tickets pour le paquebot MV Wilhelm Gustloff. Le navire quitte Gdingen (aujourd'hui Gdynia) mais est coulé par un sous-marin soviétique qui cause d'énormes pertes en vies humaines. La famille Neudeck a raté l'appareillage, ce qui leur a probablement sauvé la vie.
Diplômé du lycée, a étudié en Allemagne de l'Ouest, notamment le droit et la théologie catholique et a été influencé par le mouvement étudiant, se souvenant ensuite qu'à « l'époque, en tant qu'étudiant, on ne pouvait pas ne pas être rebelle » Il se décide à travailler dans le journalisme, d'abord comme rédacteur étudiant à l'Université de Münster, puis professionnellement pour la radio catholique. En 1977, Neudeck devient correspondant de Deutschlandfunk.

### Travail humanitaire
Rupert Neudeck a travaillé comme rédacteur politique pour le journal allemand Deutschlandfunk et a rédigé son doctorat sur Albert Camus et Jean-Paul Sartre, qu'il a eu en février 1979 l'occasion d'interviewer. Il découvre ce qu'a fait Bernard Kouchner et que les Français ont même affrété un bateau. Il a ensuite écrit une lettre à au Prix Nobel de littérature, l'allemand Heinrich Böll, qu'il avait récemment interviewé aussi'. Deux jours plus tard, ce dernier le rappelle au journal Deutschlandfunket accepter de mettre au service du projet sa notoriété et son soutien public, tandis que Rupert Neudeck a hypothéqué sa maison pour son bateau en créant son association, à laquelle Böll adhère, et d'où naîtra en 1982 le Comité Cap Anamur/SOS Médecins allemands. 
Rupert Neudeck rend visite en mai à ses confrères journalistes de l'émission télévisée "Report", de l'ancienne Südwestfunk à Baden-Baden et leur demande s'ils ont vu les images télévisées des boat people se noyant dans la mer de Chine méridionale, en précisant qu'il en a parlé au Haut Commissariat des Nations Unies pour les réfugiés (HCR), qui est alors seulement habilitée à s'occuper que des réfugiés en milieu rural. Il  est ensuite l'invité de l'émission télévisée "Report" et en très peu de temps, 1,3 million de marks de dons ont été récoltés permettant de fonder dans la ville de Cologne l’association « A Ship for Vietnam » et d’affréter le bateau, qui a pris son nom d'un promontoire sur la côte turque, un cargo reconverti pouvant accueillir jusqu'à 600 personnes. Il est équipé d'une grande cuisine sous le pont, juxtaposé à un petit hôpital où plusieurs médecins et infirmières soigneront les rescapés. 
Neudeck et son épouse Christel ont lancé le navire Cap Anamur le 1er août 1979. Il est aussi cofondateur de l'organisation humanitaire Green Helmets. L'accueil et l'hébergement des personnes secourues en Allemagne étaient liés à la condition que le "Cap Anamur" navigue sous pavillon allemand. 
Le 13 août 1979, le navire atteint la mer de Chine méridionale sous le commandement du capitaine Klaus Buck et commence à secourir les personnes en détresse en mer, mais dans un premier temps n'est pas au bon endroit. Environ deux mois et demi plus tard, l'équipage sauve les 170 premières personnes qui flottent en haute mer en « coquilles de noix ». Leurs muscles sont souvent trop faibles pour grimper sur une échelle de corde et on les hisse à l'aide d'une grue munie. A bord, les gilets de sauvetage leur servent d'oreillers.
En 1979, la couverture médiatique était exubérante et unanimement positive, même si le premier voyage a échoué et que pas un un seul bateau a été secouru mais dès que le Cap Anamur a commencé à secourir des réfugiés au printemps 1980, les médias allemands ont commencé à le critiquer en rappelant que lors du premier voyage, pendant une semaine, le navire avait navigué sans accueillir un seul réfugié. En 1981, le magazine Konkret a accusé son initiative d’être un « navire contre le Vietnam » car il soutiendrait l’impérialisme occidental en secourant les « trafiquants d’alcool, les proxénètes et les anciens collaborateurs des occupants américains ». 
L'opération fait aussi des mécontents dans l'opposition au gouvernement fédéral social démocrate d'Helmut Schmidt, alors allié dans une coalition avec le FDP, parti d'Hans-Dietrich Genscher, ministre des Affaires étrangères, dont la signature permet de finaliser les opérations de sauvetage une par une. Mais la ligne de fracture n'épouse pas exactement la séparation entre l'opposition et la majorité, qui basculera en 1982, le FDP s'alliant entre deux élections avec la CDU. Deux gouvernements d’État soutenaient l'opération et deux s'y opposaient. En Basse-Saxe, Ernst Albrecht de la CDU, était un grand fan de l'aide aux boat-people, tout comme un autre social-démocrate, Johannes Rau, de Rhénanie du Nord-Westphalie. Les opposants étaient Franz Josef Strauss (CSU), de Bavière et Holger Börner, du SPD de Hesse. Puis après la conférence internationale de Genève, tenue en juillet 1979, les personnes sauvées par le « Cap Anamur », classées comme réfugiés dits de quota, n’avaient pas besoin de demander l’asile en Allemagne. Ensuite il voyage sans escale avec le Cap Anamur jusqu'à Hambourg, en 1982, quand le gouvernement fédéral réorganise l'admission des réfugiés, en décidant que seuls ceux qui entrent directement sur le sol allemand et sans passer par un pays de transit peuvent y demander l'asile.
Les trois campagnes successives du navire ont amené 11340 Vietnamiens en Allemagne au cours des huit années suivantes, où beaucoup les ont chaleureusement accueilli.

## Mort
Rupert Neudeck meurt le 31 mai 2016 des suites d'une opération au cœur, à l'âge de 77 ans,.